# Reinsdorf (Saxônia)
Reinsdorf é um município da Alemanha, situado no distrito de Zwickau, no estado da Saxônia. Tem 21,17 km² de área, e sua população em 2019 foi estimada em 7.398 habitantes.